# Aristide Gonsallo

Wappen von Aristide Gonsallo

Aristide Gonsallo (* 4. September 1966 in Cotonou, Benin) ist ein beninischer Geistlicher und römisch-katholischer Bischof von Porto-Novo.

## Leben
Aristide Gonsallo empfing am 27. Dezember 1992 das Sakrament der Priesterweihe für das Erzbistum Parakou.
Am 24. Oktober 2015 ernannte ihn Papst Franziskus zum Bischof von Porto-Novo. Die Bischofsweihe spendete ihm der Apostolische Nuntius in Benin, Erzbischof Brian Udaigwe, am 19. Dezember desselben Jahres. Mitkonsekratoren waren der Erzbischof von Cotonou, Antoine Ganyé, und der Bischof von Pontoise, Stanislas Lalanne.